# Ключи (Южно-Сахалинск)
Ключи — село в Сахалинской области России. Подчинено городу Южно-Сахалинску. В рамках организации местного самоуправления входит в городской округ город Южно-Сахалинск.

## География
Расположено в юго-восточной части острова Сахалин, на берегу реки Сусуя, в 15 км к северу от областного центра — города Южно-Сахалинск.
Площадь 2,55 км².
Климат
Находится в местности, приравненной к районам Крайнего Севера.
Как и весь остров Сахалин, входит в зону муссонов умеренных широт. Среднегодовая температура составляет +2,8 °С. Самым холодным месяцем является январь со среднесуточной температурой −12,2 °C, самым тёплым — август со среднесуточной температурой +17,3 °C.
Ввиду высокой влажности уже при температуре воздуха +22 °C в тени становится жарко и душно, комфортно и тепло — при +18 °C — 19 °C.
Расчётная температура наружного воздуха летом +25,7 °C, зимой −14 °C. Продолжительность периода со среднесуточной температурой ниже 0 °C составляет 154 суток, продолжительность отопительного периода 230 суток. Средняя температура наиболее холодной пятидневки −13 °C.).

## История
История села Ключи началась в конце XIX века. Первое поселение на этом месте называлось Пустаки и появилось в 1893 году.
Первоначальные данные о поселении Пустаки включены в«Таблицы о состоянии поселений на 1 января 1894 года», которые содержатся в Записке бывшего начальника главного тюремного управления Действительного Тайного Советника Галкина-Враского М.Н.:
В Пустаки (год образования 1893) общее число участков составляло 29. Домов и срубов значилось 29 и 25 соответственно, подворные постройки отсутствовали. Владельцы участков относились к категории ссыльно-поселенцев, общим числом 36 человек, в т.ч. 31 мужчина и 5 женщин. Ни крестьян, ни лиц свободного состояния в поселении не имелось.
Жители поселения занимались сельским хозяйством.
В «Сахалинском календаре на 1896 год» размещена и таблица, где указываются расстояния от Управлений до поселений: так, село Пустаки находилось на расстоянии 51 версты от Окружного Управления, и 489 верстах от Центрального Управления. 
В первой половине 1896 года проводился сбор сведений о населённых местах острова Сахалин (за исключением поселений инородческих) для 1 Всероссийской переписи населения, которая состоялась 8 августа 1896 года. Поселение Пустаки в статистической таблице было представлено следующим образом:
Пустаки казенное поселение ссыльных. Железные дороги, судоходные реки, торговые или иные тракты – отсутствуют. Расположено при реке Сусуе.
В поселении, занятых постройками, дворовых мест – 92.
В поселении всех наличных жителей, как взрослых, так и детей – 132. Мужчин – 94 , женщин – 38.
Поселение Пустаки отмечено на ряде карт:
- Карта острова Сахалин землемера Ликаонского 1903 года[9]
- Карта морских промыслов южного Сахалина 1905 года[10]

После перехода Южного Сахалина к Японии в 1905 году по Портсмутскому мирному договору, село до 1945 года принадлежало японскому губернаторству Карафуто и называлось Хонкаваками (яп. 本川上) (по другим данным Мотокаваками).
После присоединения Южного Сахалина к СССР, в 1946 году селу было возвращено русское название Ключи (окончательно оформлено 15 октября 1947 года Указами Президиума Верховного Совета РСФСР «Об образовании сельских Советов, городов и рабочих поселков в Сахалинской области» и «О переименовании населенных пунктов Сахалинской области»).
С 15 октября 1947 года посёлок Ключи в составе Синегорского поселкового Совета Южно-Сахалинского района Сахалинской области РСФСР (Указ Президиума Верховного Совета РСФСР от 15.10.1947 N 614/7 «Об образовании сельских Советов, городов и рабочих поселков в Сахалинской области»).
Границы населённого пункта установлены в 2002 году постановлением администрации Сахалинской области.
26 апреля 2004 года посёлок Ключи преобразован в село.

## Население
| 1925 | 1935 |
| ---- | ---- |
| 690  | 710  |

| 2002 | 2010 | 2013 | 2021 |
| ---- | ---- | ---- | ---- |
| 464  | ↗500 | ↘474 | ↗535 |

Национальный и гендерный состав
По переписи 2002 года население — 464 человека (236 мужчин, 228 женщин), преобладающая национальность — русские (93 %).

## Инфраструктура
Территория опережающего социально-экономического развития Южная.
Множество СНТ.
Вблизи села находилась станция Ключи Сахалинского региона Дальневосточной железной дороги. Путевое хозяйство разобрано.

## Транспорт
Доступно автотранспортом. Остановки общественного транспорта.